# Río Chico
Río Chico – miasto w Wenezueli, w stanie Miranda.